# إنترفيرون نوع 2

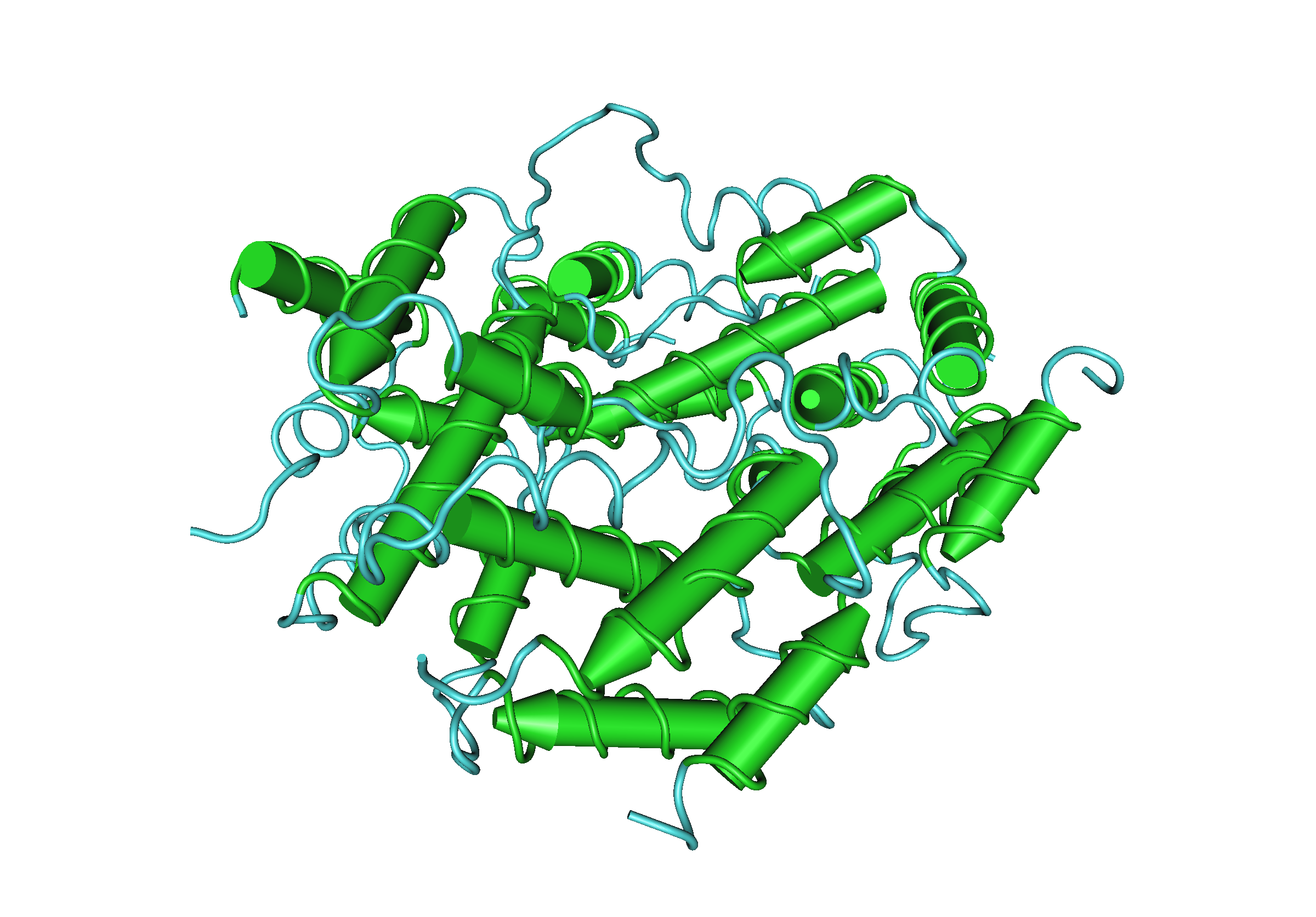
الشكل ثلاثي الأبعاد لبنية الإنترفيرون غاما لدى الإنسان.

هنالك عنصر احادي يكون ألانترفيرون نوع 2 والذي يدعى أنترفيرون كاما، ألانترفيرون كاما البالغ هوه عكسي التوازي لمتشابة ثنائي امير، والذي يتحد مع معقد مستقبل ألانترفيرون كاما IFNGR ليستنبط اشاره ضمن خليتة الهدف .مستقبل ألانترفيرون كاما مكون من وحدتين ثانوية محدده هما مستقبل ألانترفيرون كاما1 و مستقبل ألانترفيرون كاما2 .
ألمصادر والوظيفة
ألانترفيرون كاما يدخل في تنظيم المناعة وأستجابة ألالتهابات، في ألانسان هناك نوع واحد فقط من ألانترفيرون كاما، يصنع في خلية تائية مفعلة و خلية فاتكة طبيعية,ويمتلك ألانترفيرون كاما بعض ألتأثيرات المضادة للفايروسات وخواص مضادة للأورام، ولكنها بصورة عامة ضعيفة ,
مع ذلك هذا السيتوكين يقوي تأثير ألنوع1 من ألانترفيرون، يطلق ألانترفيرون كاما من قبل خلية تي مساعدة والتي توضف خلايا الدم البيضاء في موقع الالتهاب، والذب بدورة يزيد ألاتهاب، ويحفز الخلية الأكولة الكبيرة لقتل البكتريا التي تم ابتلاعها.

## روابط خارجية
- Interferon+Type+II في المكتبة الوطنية الأمريكية للطب نظام فهرسة المواضيع الطبية (MeSH).